# فنیل‌افرین
فنیل‌افرین (به انگلیسی: Phenylephrine)
رده درمانی: داروهای سمپاتومیمتیک
اشکال دارویی: قطره، افشانه، قرص و آمپول

## موارد مصرف
فنیل افرین یکی از رایج‌ترین ضد احتقان‌های بینی است و در بسیاری از فراورده‌های موضعی برای برطرف کردن نشانه‌های آلرژی و سرماخوردگی وجود دارد و جزء برخی از قرصهای ضد سرماخوردگی است. این دارو با منقبض کردن رگ‌های خونی داخل چشم می‌تواند التهاب ملتحمه را کاهش دهد. فنیل افرین برای گشادکردن مردمک در حین معاینات و جراحی چشم و نیز درمان اُفت شدید فشارخون در مواردی که علاوه بر هیپوتانسیون ،تاکیکاردی هم وجود دارد بکار می‌رود.چون فنیل افرین تأثیر زیادی در افزایش ضربان قلبی ندارد لذا در صورت 
وجود هیپوتانسیون همراه با تاکیکاردی بهتر از اپی نفرین که  ضربان قلب را هم بالا میبرد، می‌باشد.مثلاً در بیماری  HOCM  در صورت بروز هیپوتانسیون، فنیل افرین بهتر از سایر  کاتکول آمین‌ها  است،زیرا در این بیماری افزایش ضربان قلب باعث تشدید علایم می‌شود.

## ساز و کار اثر
فنیل افرین خاصیت سمپاتومیمتیک دارد لذا موجب انقباض عروق و کاهش احتقان می‌شود.
با انقباض عضلات شعاعی عنبیه باعث میدریاز یا گشادی مردمک چشم می‌شود.

## عوارض جانبی
سردرد، تاری دید، افزایش فشارخون، افزایش تعداد ضربان قلب، اختلال ریتم قلب و...